# Cleome frutescens
Cleome frutescens är en paradisblomsterväxtart som beskrevs av Jean Baptiste Christophe Fusée Aublet. Cleome frutescens ingår i släktet paradisblomstersläktet, och familjen paradisblomsterväxter. Inga underarter finns listade i Catalogue of Life.